# Micro Instrumentation and Telemetry Systems
Micro Instrumentation and Telemetry Systems (MITS) — американская компания по производству электроники, основанная в Альбукерке, штат Нью-Мексико, которая начала производство электронных калькуляторов в 1971 году и персональных компьютеров в 1975 году
Эд Робертс и Форрест Мимс основали MITS в декабре 1969 года для производства миниатюрных телеметрических модулей для моделей ракет, таких как датчик скорости крена. В 1971 году Робертс перенаправил компанию на рынок электронных калькуляторов, и комплект настольных калькуляторов MITS 816 был представлен на обложке журнала Popular Electronics в ноябре 1971 года. Калькуляторы пользовались большим успехом, и в 1973 году их продажи превысили один миллион долларов. Жестокая ценовая война на калькуляторах привела к тому, что компания к 1974 году погрязла в долгах.
Затем Робертс разработал первый коммерчески успешный микрокомпьютер Altair 8800, который был показан на обложке журнала Popular Electronics в январе 1975 года . Любители наводнили MITS заказами на компьютерный комплект стоимостью 397 долларов. Пол Аллен и Билл Гейтс увидели журнал и начали писать программное обеспечение для Altair, позже получившего название Altair BASIC. Они переехали в Альбукерке, чтобы работать в MITS, а в июле 1975 года основали Microsoft .
Годовой объём продаж MITS достиг 6 миллионов долларов к 1977 году, когда компания была приобретена Pertec Computer . Вскоре предприятия были объединены в более крупную компанию, и бренд MITS исчез. Робертс удалился в Джорджию, где изучал медицину и стал врачом в маленьком городке.